# Kolarstwo na Letnich Igrzyskach Olimpijskich 2024 – freestyle BMX mężczyzn
Zawody w freestyle'u BMX mężczyzn podczas XXXIII Letnich Igrzysk Olimpijskich w Paryżu odbyły się w dniach 30 – 31 lipca 2024. Do rywalizacji przystąpiło 12 sportowców z 11 krajów. Mistrzem olimpijskim został Argentyńczyk José Torres Gil, wicemistrzem Brytyjczyk Kieran Reilly, a brąz zdobył Francuz Anthony Jeanjean.
Arena zawodów znajdowała się na paryskim placu Zgody.

## System rozgrywek
Zawody były rozgrywane w dwóch rundach (eliminacyjnej i finałowej). W każdej rundzie zawodnicy wykonywali dwa przejazdy. Każdy przejazd trwał 60 sekund. Pięciu sędziów przyznawało punkty od 0,00 do 99,99 na podstawie trudności i wykonania przejazdu zawodnika. Wyniki w rundzie eliminacyjnej z obu przejazdów były uśredniane w celu ustalenia ostatecznej oceny. Do finału awansowało 9 najlepszych zawodników. Runda eliminacyjna służyła także do określenia kolejności startowej zawodników w finale. W rundzie finałowej liczył się tylko lepszy wynik z dwóch przejazdów.

## Terminarz
| Data          | Godzina |            |
| ------------- | ------- | ---------- |
| 30 lipca 2024 | 13:25   | Eliminacje |
| 31 lipca 2024 | 13:10   | Finał      |

## Wyniki

### Eliminacje
| Pozycja | Zawodnik           | Reprezentacja     | Przejazd 1 | Przejazd 2 | Średnia | Uwagi |
| ------- | ------------------ | ----------------- | ---------- | ---------- | ------- | ----- |
| 1       | Kieran Reilly      | Wielka Brytania   | 91.68      | 90.75      | 91.21   | Q     |
| 2       | Marcus Christopher | Stany Zjednoczone | 90.10      | 88.87      | 89.48   | Q     |
| 3       | Logan Martin       | Australia         | 88.56      | 90.22      | 89.39   | Q     |
| 4       | Justin Dowell      | Stany Zjednoczone | 88.40      | 89.74      | 89.07   | Q     |
| 5       | Anthony Jeanjean   | Francja           | 87.22      | 87.94      | 87.58   | Q     |
| 6       | Rim Nakamura       | Japonia           | 87.20      | 86.87      | 87.03   | Q     |
| 7       | José Torres Gil    | Argentyna         | 86.24      | 87.08      | 86.66   | Q     |
| 8       | Gustavo Oliveira   | Brazylia          | 85.51      | 86.07      | 85.79   | Q     |
| 9       | Ernests Zēbolds    | Łotwa             | 84.60      | 85.29      | 84.94   | Q     |
| 10      | Jeffrey Whaley     | Kanada            | 76.20      | 80.83      | 78.51   |       |
| 11      | Marin Ranteš       | Chorwacja         | 85.19      | 67.40      | 76.29   |       |
| 12      | Vincent Leygonie   | Południowa Afryka | 73.20      | 78.50      | 75.85   |       |

### Finał
| Pozycja | Zawodnik           | Reprezentacja     | Przejazd 1 | Przejazd 2 | Wynik |
| ------- | ------------------ | ----------------- | ---------- | ---------- | ----- |
| złoto   | José Torres Gil    | Argentyna         | 94.82      | 92.12      | 94.82 |
| srebro  | Kieran Reilly      | Wielka Brytania   | 93.70      | 93.91      | 93.91 |
| brąz    | Anthony Jeanjean   | Francja           | 3.22       | 93.76      | 93.76 |
| 4       | Marcus Christopher | Stany Zjednoczone | 29.40      | 93.11      | 93.11 |
| 5       | Rim Nakamura       | Japonia           | 90.35      | 90.89      | 90.89 |
| 6       | Gustavo Oliveira   | Brazylia          | 90.20      | 88.88      | 90.20 |
| 7       | Justin Dowell      | Stany Zjednoczone | 88.35      | 54.60      | 88.35 |
| 8       | Ernests Zēbolds    | Łotwa             | 86.04      | 87.14      | 87.14 |
| 9       | Logan Martin       | Australia         | 64.40      | 33.40      | 64.40 |